# Longitarsus velai
Longitarsus velai là một loài bọ cánh cứng trong họ Chrysomelidae. Loài này được Bastazo miêu tả khoa học năm 1998.